# Parliament Hill

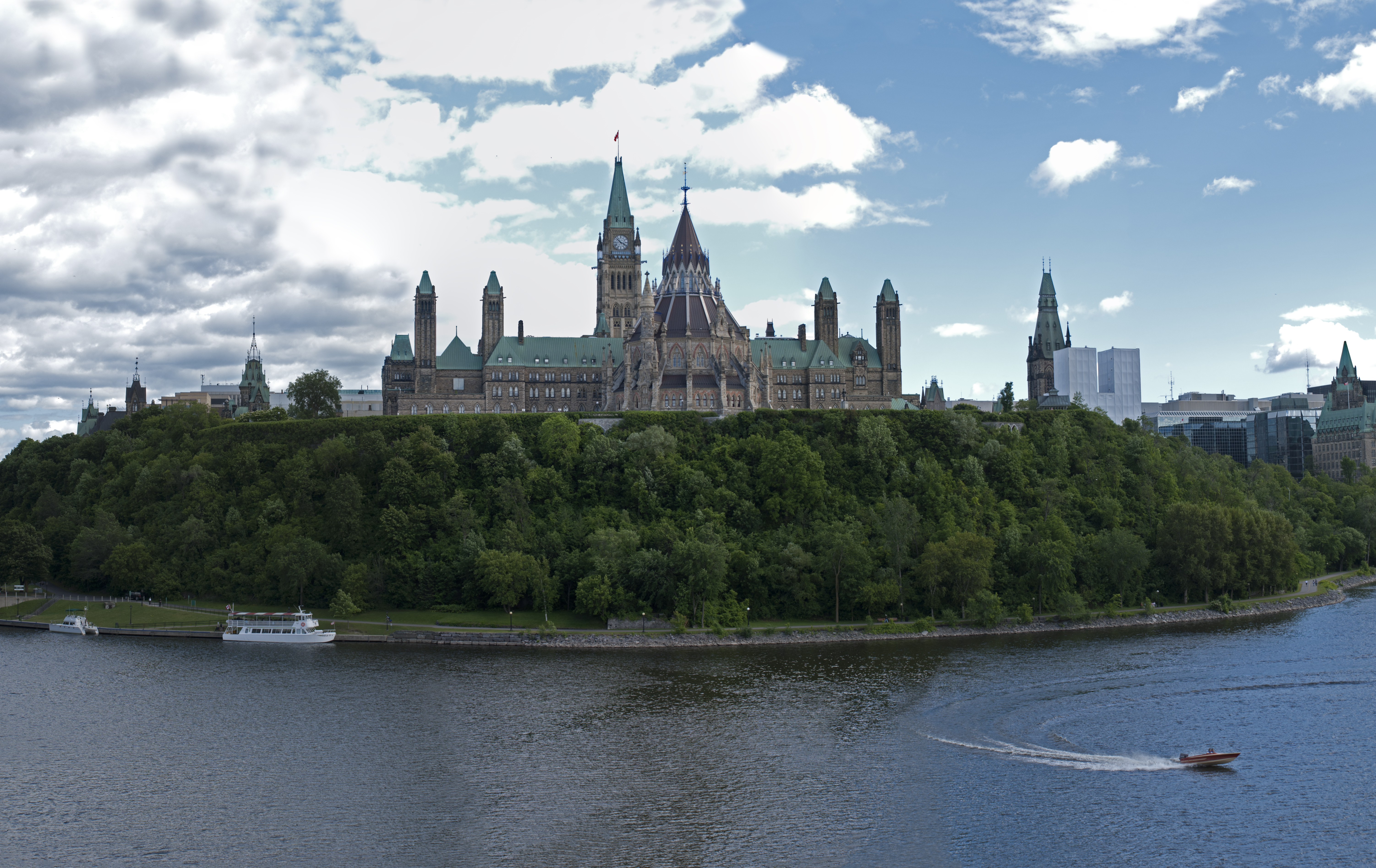
Parliament Hill från Alexandrabron

Parliament Hill (franska: Colline du Parlement), eller bara The Hill, är ett kronogodsområde vid Ottawaflodens södra bankar, i centrala Ottawa i Ontario i Kanada. Här finns Kanadas parlament och flera andra viktiga kulturbyggnader. Varje år kommer cirka 3 miljoner besökare hit.